# Krister Isaksen
Krister Are Isaksen (15 aprile 1970) è un ex calciatore norvegese, di ruolo centrocampista.

## Carriera

### Club
Isaksen debuttò nella massima divisione norvegese in data 30 aprile 1989, subentrando a Åge Maridal nella sconfitta casalinga per 0-1 contro il Moss. Il 25 maggio arrivò la sua prima rete, nella partita persa per 2-1 sul campo del Molde.
Passò poi allo Strømsgodset. Esordì con questa casacca il 12 maggio 1991, sostituendo Odd Johnsen nel pareggio per 1-1 contro il Kongsvinger. A fine stagione, il club retrocesse in 1. divisjon. Nel 1997, tornò allo Start e vi rimase fino al 1999.

### Nazionale
Isaksen partecipò al campionato mondiale Under-20 1989 con la Nazionale di categoria.